# Thomas Andrew
Pour les articles homonymes, voir Andrew.
Œuvres principales
- Série Drek Carter
- Cœur de cible
- Les Mystères fantastiques de Paris
- Murder by magic

Thomas Andrew, né le 11 octobre 1981 à Bordeaux, est un auteur français de romans dans le domaine de l’imaginaire, de la science-fiction, du fantastique et de la romance gay.

## Biographie
Né le 11 octobre 1981 à Bordeaux, Thomas Andrew rédige ses premiers écrits à l'âge de quinze ans en écrivant des pièces de théâtre au lycée. Il fait d'abord des études dans le domaine de la chimie et de la physique, pour ensuite se diriger vers le monde de l'enseignement.
En 2015, il est publié chez J'ai lu avec le premier tome de la saga Drek Carter, une série littéraire fantastique.
En 2016, il publie un spin-off, une série dérivée de la saga  Drek Carter, Glen Landsbury. Ce diptyque, axé sur de la romance paranormale (paranormal romance) gay, se place entre les deuxième et troisième tomes de la saga principale.
En 2018, il sort chez Juno Publishing France un roman dans la lignée des comédies romantiques gay intitulé Cœur de cible. Ce livre a obtenu le prix du roman gay (ex æquo) de la meilleure romance 2018. Leur collaboration se poursuit avec la comédie romantique gay Service compris.
En 2020, toujours chez Juno Publishing, il renoue avec la fantasy et le fantastique en publiant avec son conjoint, Sebastian Bernadotte, une nouvelle saga d'Urban fantasy historique et steampunk, Les Mystères fantastiques de Paris.

## Œuvres

### SérieDrek Carter
1. Cupidon Mortel, J'ai lu, 2015[4]
2. Psychée Mortelle, Juno Publishing France, 2016[4]
3. Hygie Mortelle, Juno Publishing France, 2017
4. Hécate Mortelle, Juno Publishing France, 2024

### SérieGlen Landsbury
1. Phoebus Mortel, Juno Publishing France, 2016[4]
2. Hermès Mortel, Juno Publishing France, 2017
3. Saturne Mortel, Juno Publishing France, 2017

Les deux romans et la nouvelle ont été publiés dans une intégrale Apollon Mortel chez Juno Publishing

### SérieLes Mystères fantastiques de Paris
Il s'agit d'une saga d'urban fantasy historique se déroulant dans le Paris de la Belle Epoque, durant l'inauguration de l'Exposition universelle de 1889. Ces romans sont coécrit avec son conjoint, Sebastian Bernadotte, lui aussi auteur.
1. Le Mystère du mangeur d'âmes, Juno Publishing France, 2020
2. Le Mystère des statues hurlantes, Juno Publishing France, 2022

### SérieMurder by Magic
Il s'agit d'une saga d'urban fantasy et de polar se déroulant aux Etats-Unis, dans le Minnesota.
1. Tome 1 : La boutique des artefacts magiques, Juno Publishing France, 2021
2. Tome 1.5 : Lockdown by Magic, Juno Publishing France, 2021
3. Tome 1.6 : Christmas by Magic, Juno Publishing France, 2021
4. Tome 2 : Les Feux de Lugh, Juno Publishing France, 2022
5. Tome 3 : A la vie, à la mort, Juno Publishing France, 2023
6. Tome 4 : Jusqu'à ce que la mort nous sépare, Juno Publishing France, 2024

### Romance
1. Cœur de cible, Juno Publishing France, 2018
2. Service compris, Juno Publishing France, 2019

### Nouvelles
1. Cœur de Noël, Juno Publishing France, 2018Parue dans le recueil Il était une fois Noël
2. Le Père Noël mystère, Juno Publishing France, 2019Parue dans le recueil Il était une fois Noël #2
3. La Boule de Noël, Juno Publishing France, 2020Parue dans le recueil Il était une fois Noël #3
4. L'amour comme cadeau de Noël, Juno Publishing France, 2023Parue dans le recueil Il était une fois Noël #9
5. Nöel imprévu avec Monsieur Parfait, Juno Publishing France, 2024Parue dans le recueil Il était une fois Noël #10

## Récompenses
- Prix du roman gay - Meilleure Romance 2018 (ex æquo) pour Cœur de Cible[5]